# Marieke Moorman
M.A.H. (Marieke) Moorman (Maastricht, 16 mei 1970) is een Nederlands beleids- en organisatiewetenschapster, politica en bestuurster. Ze is lid van de PvdA. Sinds 1 februari 2023 is ze burgemeester van Land van Cuijk.

## Persoonlijk
Marieke Moorman werd geboren in Maastricht en verhuisde na drie maanden naar het Limburgse Nieuw Bergen. Vanaf haar zesde woonde zij in het Limburgse Afferden. Ze genoot haar vwo-opleiding aan het Elzendaalcollege in Boxmeer. In 1988 haalt ze haar vwo-diploma en verhuist ze naar Tilburg om aan de Universiteit van Tilburg beleid- en organisatiewetenschappen te gaan studeren. Ze studeerde in 1995 af op vormen van interactieve beleidsontwikkeling bij gemeenten. Daarna werkte ze als senior programmaleider bij Publiek Domein BV in Utrecht, een opleidingsbureau voor hogere (beleids)functionarissen bij overheid en semioverheid. Ze werkte ook als wetenschappelijk onderzoeker aan de Universiteit van Tilburg.
Moorman is getrouwd en heeft drie kinderen: een stiefdochter en twee zoons. Haar vader was gemeenteraadslid en haar opa wethouder. Naast haar aan het ambt gebonden nevenfuncties is Moorman lid van het hoofdbestuur van Stichting Het Brabants Landschap, voorzitter van de Raad van Toezicht van Monumentenwacht Noord-Brabant, lid van de Raad van Toezicht van Stichting RIONED, koepel voor stedelijk waterbeheer, en beschermvrouwe van de reddingbrigade Erica Land van Cuijk.

## Tilburg
In haar studententijd werd Marieke Moorman lid van de Partij van de Arbeid, net als haar opa en haar vader. In 1997-1998 maakte ze deel uit van het PvdA-campagneteam voor de Tweede Kamerverkiezingen. In 1999 werd ze afdelingsvoorzitter van haar partij in Tilburg. Toen zij in 2002 werd gekozen als lid van de Tilburgse gemeenteraad stopte ze met deze functie. In 2006, toen de PvdA een historische overwinning behaalde en de grootste partij van Tilburg werd (11 van de 39 zetels), stond zij op de tweede plek van de kieslijst. Ze werd in 2006 net als lijsttrekker Jan Hamming en Hugo Backx wethouder. Ze kreeg de portefeuille Milieu, Water, Natuur en Landschap, BrabantStad, Grote Stedenbeleid, Spoorzone, Onderwijs & Jeugd en Emancipatie. Tevens was zij Wijkwethouder Oude Stad.
In november 2007 werd Moorman bij een buurtbijeenkomst aan haar haren getrokken. Ze deed aangifte tegen de 34-jarige vrouw, die werd veroordeeld tot het betalen van een boete van 350 euro. Bij de gemeenteraadsverkiezingen van 2010 stond ze wederom op plek 2. PvdA behield haar 11 zetels in de raad (weliswaar groeide het aantal raadszetels in Tilburg van 39 naar 45) en werd opnieuw de grootste partij. Samen met de VVD, het CDA, D66 en GroenLinks vormden de sociaaldemocraten een nieuwe coalitie. De PvdA mocht twee wethouders leveren: Jan Hamming en Marieke Moorman bleven allebei aan. Moorman kreeg een gewijzigde portefeuille: Jeugd, Onderwijs en Studentenzaken, Spoorzone, Water, Natuur en Landschap (inclusief begraafplaatsen), Welstand, Monumenten en Architectuur. Ze werd opnieuw wijkwethouder Oude Stad.

## Bernheze
Op 30 september 2013 werd in een raadsvergadering van de gemeenteraad van Bernheze bekendgemaakt dat Moorman wordt voorgedragen als burgemeester. Zij wordt de opvolger van waarnemend burgemeester Willibrord van Beek, die commissaris van de Koning in Utrecht werd. Na zeven jaar in het lokale bestuur van Tilburg, besloot zij te stoppen. Haar sollicitatie voor het burgemeesterschap van Bernheze was Moormans eerste sollicitatie nadat ze bekendmaakte na de gemeenteraadsverkiezingen van 2014 niet meer terug te keren in de Tilburgse politiek. De gemeenteraad van Bernheze heeft op donderdag 23 mei besloten om Moorman voor herbenoeming aan te bevelen bij de minister van Binnenlandse Zaken en Koninkrijksrelaties. Deze herbenoeming heeft plaatsgevonden.
In 2016 wekt de komst van een grootschalig asielzoekerscentrum de woede op van een deel van de inwoners van Heesch. De gemeente trok het plan in en besloot tot extra inzet op het huisvesten van statushouders. Nadat een statushouder uit Soedan in 2020 uit het niets een 18-jarige jongen had vermoord, nam een deel van de gemeenschap dit de burgemeester zeer kwalijk. Bij haar afscheid als burgemeester van Bernheze op 26 januari 2023 werd Moorman benoemd tot ereburger van Bernheze. Met ingang van 1 februari dat jaar werd Antoine Walraven benoemd tot waarnemend burgemeester van Bernheze.

## Land van Cuijk
Moorman werd op 6 december 2022 door de gemeenteraad van Land van Cuijk aanbevolen als nieuwe burgemeester, als opvolger van waarnemend burgemeester Wim Hillenaar. Op 20 januari 2023 heeft de ministerraad besloten haar voor te dragen voor benoeming bij koninklijk besluit met ingang van 1 februari dat jaar. Op 8 februari dat jaar vond de installatie en beëdiging plaats. In haar portefeuille heeft zij Openbare orde en veiligheid, Handhaving, Dienstverlening, Communicatie en coördinatie kernendemocratie, Personeel en Organisatie en Regionale Samenwerking (waaronder Euregio).
Namens de gemeente Land van Cuijk is Moorman lid van het Algemeen Bestuur van de Veiligheidsregio Brabant-Noord, lid van het Veiligheidsoverleg Oost-Brabant, lid van het driehoeksoverleg Maas en Leijgraaf, lid van het Platform Maasvallei, lid van de euregioraad van de Euregio Rijn-Waal, lid van de bestuurlijke coördinatiegroep Noordoost Brabant, voorzitter van de stuurgroep van de Regionale Energie Strategie (RES) Noordoost Brabant, lid van het dagelijks bestuur van het Brabants Historisch Informatie Centrum (BHIC), ambassadeur namens de VNG bij stichting Nederlandse Lokale Publieke Omroepen (NLPO), co-voorzitter namens de VNG van de stuurgroep Ruimtelijke Adaptatie van het Deltaprogramma en voorzitter van de Vereniging Brabantse Gemeenten.